# Mina 25
Mina 25 è il trentaseiesimo album in studio della cantante italiana Mina, pubblicato nell'ottobre 1983 dalla PDU con distribuzione EMI Italiana.

## Descrizione
La prima edizione, su doppio LP non divisibile, ha la copertina bianca con stampa a secco leggermente in rilievo e contiene un poster con una fotografia di Baby Gate, ovvero una giovanissima Mina a inizio carriera. Tutto per commemorare i raggiunti 25 anni di attività della cantante, che intitolano l'album.
Pubblicato su musicassetta (PDU PMA 735/36) e nel 2001, con i due volumi separati, su CD (PDU 7902842/52) anche in Svizzera.
Per la prima volta, ma diventerà consuetudine nelle pubblicazioni seguenti, il contenuto dei due dischi è nettamente differenziato: nel volume 1 le cover, nel secondo gli inediti. Quest'ultimo contiene anche i due brani del singolo Devi dirmi di sì/La controsamba che sarà estratto il mese seguente.
Altra leggera flessione nelle vendite rispetto al doppio precedente, raggiunge tuttavia l'ottavo posto in classifica settimanale ed è 42° in quella di fine 1983.
Gli arrangiamenti del primo disco sono curati da Victor Bach. Quelli del secondo da Celso Valli, eccetto
Cowboys e Ahi, mi' amor di Mario Robbiani; e Devi dirmi di si di Massimiliano Pani.
Il brano Verde luna, già incluso in Salomè, è stato reinciso per l'occasione.

## Trent'anni della nostra storia
L'occasione per festeggiare la prima parte di quella che diventerà una lunghissima carriera musicale, è fornita dalla Rai, che affida a Mina il progetto di accompagnare, soltanto con la sua voce e attraverso motivi nostrani e stranieri delle varie epoche, la storia della società italiana del dopoguerra raccontata nei cicli della trasmissione televisiva Trent'anni della nostra storia, condotta da Paolo Frajese con la regia di Enzo Dell'Aquila.
Le 'colonne sonore' delle varie edizioni del programma di Carlo Fuscagni, di cui Mina cura anche le sigle (compresa Devi dirmi di sì, poi pubblicata su singolo), coprono ciascuna un decennio e corrispondono ai brani contenuti nel disco di cover presente in ogni album  doppio pubblicato della cantante dal 1983 al 1985: Mina 25, Catene e Finalmente ho conosciuto il conte Dracula.... Il primo ciclo di trasmissioni (novembre 1983-febbraio 1984), che ripercorre avvenimenti dal 1945 al 1955, utilizza quindi le canzoni tratte dal primo disco di questo album.
Dopo una pausa, nel 1991 verrà realizzata un'ulteriore quarta edizione della trasmissione per descrivere gli eventi significativi dopo il trentennio 1945-1975 fino ad anni più recenti (1976-1986). Per quest'ultimo ciclo saranno utilizzate le cover nell'album Sì, buana del 1986.

## Tracce
Disco 1 - Cover
Lato A
1. Only You – 3:11 (Buch Ram [5]; edizioni musicali Neapolis)
2. Nature Boy – 3:30 (Eden Ahbez; edizioni musicali Curci)
3. Che bambola! – 2:41 (testo: Leo Chiosso – musica: Fred Buscaglione; edizioni musicali Messaggerie Musicali)
4. Sophisticated Lady – 3:47 (testo: Mitchell Parish, Irving Mills – musica: Duke Ellington; edizioni musicali Suvini Zerboni)
5. Ho un sassolino nella scarpa – 2:56 (Marcello Valci; edizioni musicali Nazional Music)
6. Chattanooga choo-choo – 3:07 (Harry Warren, Mack Gordon; edizioni musicali Curci)

Lato B
1. A chi (Hurt) – 2:58 (testo: Mogol – musica: Jimmie Crane, Art Jacobs; edizioni musicali Curci)
2. Che m'è 'mparato a fà – 3:35 (testo: Dino Verde – musica: Armando Trovajoli; edizioni musicali Radio Film Music)
3. Amore baciami – 4:08 (testo: Giancarlo Testoni – musica: Carlo Alberto Rossi; edizioni musicali Melodi)
4. Misty – 3:58 (testo: Erroll Garner – musica: Erroll Garner, Johnny Burke; edizioni musicali Chappell)
5. Bellezze in bicicletta – 2:27 (Giovanni D'Anzi, Marcello Marchesi; edizioni musicali Curci)
6. Verde luna – 2:38 (testo: Vicente Gomez; edizioni musicali Diesis)

Disco 2 - Inediti
Lato A
1. Devi dirmi di sì – 4:15 (testo: Massimiliano Pani, Valentino Alfano – musica: Massimiliano Pani, Piero Cassano; edizioni musicali PDU, Fun House)
2. Allora sì – 4:13 (testo: Franco Califano – musica: Massimo Guantini; edizioni musicali PDU, Scogliera)
3. Non ho difese – 4:07 (testo: Giorgio Calabrese – musica: Celso Valli; edizioni musicali PDU, Katmandu)
4. Cowboys – 1:50 (Ivano Fossati; edizioni musicali D.R.)
5. Magia – 4:19 (testo: Andrea Lo Vecchio – musica: Andrea Lo Vecchio, Gino Mescoli; edizioni musicali PDU)

Lato B
1. La controsamba – 5:04 (testo: Giorgio Calabrese – musica: Celso Valli; edizioni musicali PDU, Katmandu)
2. Giuro di dirti la verità – 4:26 (testo: Cristiano Malgioglio – musica: Corrado Castellari; edizioni musicali PDU, Intersong)
3. Un'aquila nel cuore – 3:35 (Anselmo Genovese; edizioni musicali PDU)
4. Ahi, mi' amor (Romance de Curro "El Palmo") – 6:15 (testo: Paolo Limiti – musica: Joan Manuel Serrat; edizioni musicali Kicco)

## Versioni tracce
- Only You:

versione Live TV '68 vedi Extra Mina Vol. 1
- A chi:

versione Live TV '67 vedi Signori... Mina! vol. 1
- Che m'è 'mparato a fà

versione Live TV '66 vedi I miei preferiti (Gli anni Rai)

## Formazione
- Mina – voce
- Victor Bach – tastiera
- Ellade Bandini – batteria, percussioni
- Sergio Farina – chitarra
- Gigi Cappellotto – basso
- Flaviano Cuffari – batteria
- Paolo Gianolio – chitarra, basso
- Massimo Moriconi – basso
- Celso Valli – tastiera
- Maurizio Preti – percussioni
- Bruno Bergonzi – batteria
- Ernesto Massimo Verardi – chitarra
- Walter Scebran – batteria, percussioni
- Aldo Banfi – sintetizzatore
- Rolando Ceragioli – batteria
- Simonne Sporck – arpa
- Bruno De Filippi – armonica
- Hugo Heredia – clarinetto
- Paolo Tomelleri – clarinetto
- Pasquale Schembri tromba
- Piero Michi tromba
- Piero Cassano, Lella Esposito, Giulia Fasolino, Gigi Ferro, Naimy Hackett, Germano Melotti, Massimiliano Pani, Vanda Radicchi, Silvio Pozzoli – cori

## Classifiche

### Classifiche settimanali
| Classifica (1983) | Posizione massima |
| ----------------- | ----------------- |
| Italia            | 8                 |

### Classifiche di fine anno
| Classifica (1983) | Posizione |
| ----------------- | --------- |
| Italia            | 42        |